# Friesea kai
Friesea kai är en urinsektsart som beskrevs av Christiansen och Bellinger 1992. Friesea kai ingår i släktet Friesea och familjen Neanuridae. Inga underarter finns listade i Catalogue of Life.